# Batteria Trondenes
La batteria Trondenes è stata un'installazione militare sita nella penisola di Trondenes, a 4 km dalla città di Harstad (contea di Troms), Norvegia,  realizzata durante il corso della seconda guerra mondiale dalla Kriegsmarine, la marina militare tedesca, e destinata alla difesa dell'accesso nord del fiordo di Narvik.

## Storia

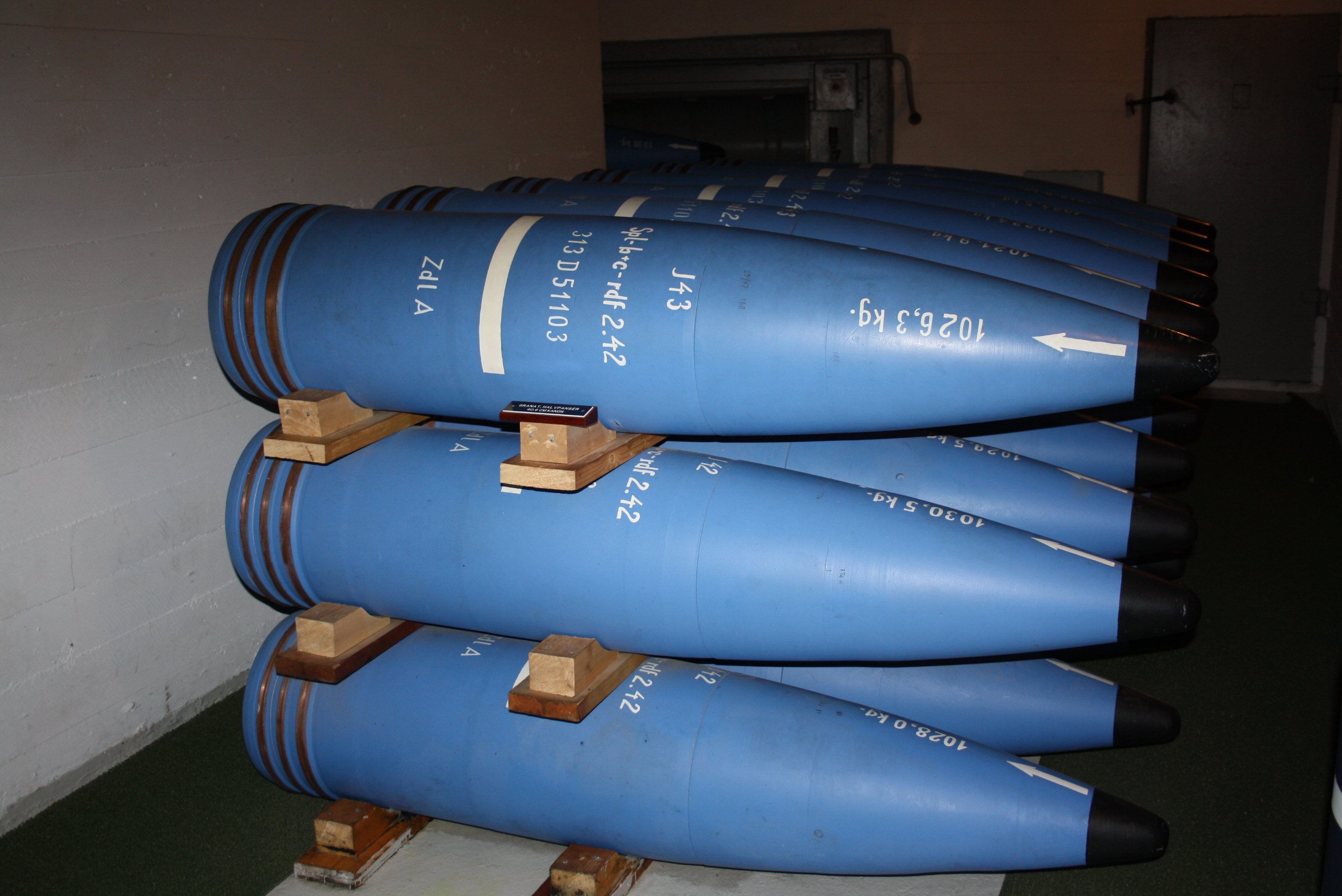
Munizioni da 406/50 esposte nella batteria "Trondenes", a Harstad, Norvegia.

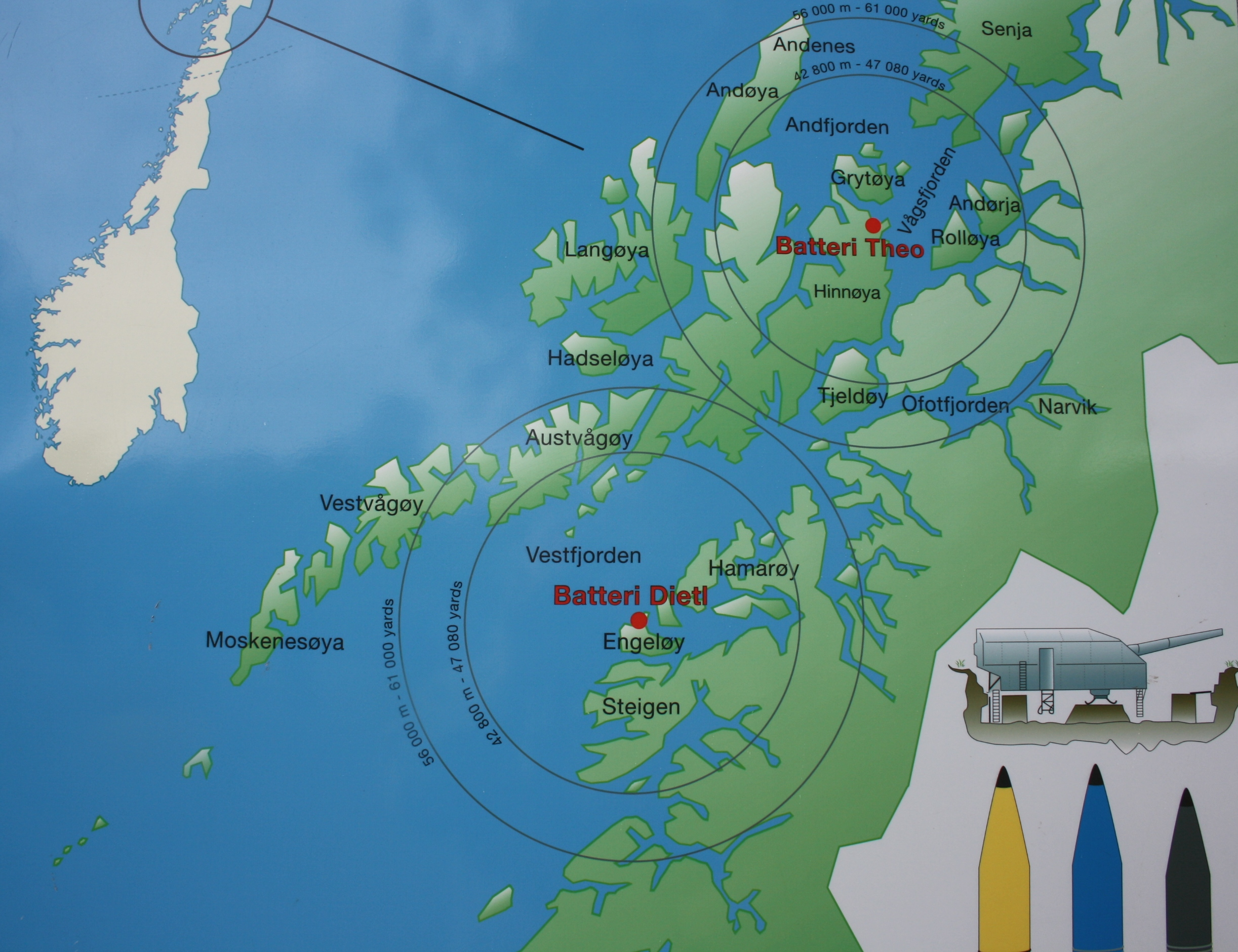
Raggio di tiro della batterie costiere "Dietl" e "Theo".

Dopo la conquista della Norvegia e della Danimarca, al fine di proteggere il vitale approvvigionamento di materiale ferroso dalla Svezia, che raggiungeva via ferrovia il porto di Narvik, e da lì via nave, la Germania, le autorità militari tedesche decisero di installare batterie costiere di grosso calibro per impedire qualsiasi attacco dal mare a Narvik provenienti dal Vestfjorden.
Una apposita commissione ispettiva prescelse per la realizzazione di una delle opere la costa nord-ovest dell'isola di Engeløya, che dominava l'accesso al fiordo di Narvik da ovest, mentre per la seconda la penisola boscosa di Trondenes, che copriva l'accesso da nord al porto.
Per l'armamento della seconda di queste batterie, su quattro pezzi, fu prescelto il cannone da 406 mm 40,6 cm SK C/34. Questa arma, inizialmente destinata ad armare le navi da battaglia classe H, sparava un proiettile da 600 kg a 56 km di distanza, e uno da 1 030 kg a 43 km. La canna di 20 m di lunghezza di questo cannone avena una durata media di vita pari a 250 o 300 colpi. Il rateo di tiro era pari a 1 colpo al minuto con elevazione fino a +20°, e di 1 colpo ogni 2 minuti con elevazione oltre i 20°. Ogni pezzo era asservito da 68 uomini (20 nella torre e 48 nella riservetta munizioni) per ognuno dei tre turni di guardia. La base del cannone, costruita in acciaio e cemento armato, aveva un diametro di 29 m, e copriva una superficie di 615 m². Ogni cannone da 406/50 era installato in una torre singola Schiessgerüst C/39 pesantemente corazzata, posta su di una casamatta in cemento armato S 384. La batteria disponeva di un bunker comando S 100 dotato di telemetro stereoscopico Zeiss, e le tre torri da 406 mm erano asservite ad un radar di scoperta navale FuMO 214 Würzburg See Riese. La protezione antiaerea era garantita da 11 cannoni in calibro 20, 37 e 88 mm.
La costruzione della batteria nella penisola di Trondenes  iniziò nel corso del 1941 a cura dell'Organizzazione Todt, con l'impiego di prigionieri di guerra russi, dei quali circa 800 morirono durante il corso dei lavori di stenti, fame o fucilati. I quattro pezzi da 406 mm divennero operativi nel mese di agosto 1943, anche se i lavori continuarono per tutto il resto del conflitto.
La batteria MKB 5./511 "Trondenes I", a parte alcuni tiri di prova, non entrò mai in combattimento nel corso del conflitto, e nel primo dopoguerra (14 luglio 1946) fu acquisita dalla marina norvegese insieme ai 1 227 proiettili in dotazione. L'ultima esercitazione a fuoco con due cannoni fu compiuta nel 1957, e rimasta in servizio fino al 1964, la batteria fu successivamente smilitarizzata e quindi musealizzata, ed è tuttora parzialmente visitabile dal pubblico.

### Annotazioni
1. ↑  In questa penisola i tedeschi installarono anche 3 cannoni da 170 mm e 8 da 88 mm per l'impiego antinave.

### Fonti
1. ↑  Zaloga 2007, p. 14.
2. 1 2 3 4 5 6 7 8  Battlefields ww2.
3. 1 2 3 4  Deutsches Atlantik Wall.
4. ↑  Zalonga 2009, p. 42.
5. 1 2 3 4  Hela.